# Expansionssauganlage
Die Expansionssauganlage ist eine Sauganlage für Turbomotoren, welche die Expansionsphase der Luftschwingungen im Saugrohr nutzt. Sie wurde von Porsche entwickelt und wird seit dem Jahr 2007 im Modell 911 GT2 (Typ 997) eingesetzt. Der technische Aufbau unterscheidet sich von der üblichen Resonanzsauganlage durch ein längeres Verteilerrohr mit geringerem Durchmesser bei gleichzeitig kürzeren Saugrohren.

## Funktionsprinzip
Durch alle Sauganlagen strömt Luft. Neben der Luftströmung kommt es zudem zu Luftschwingungen, die aus einer Kompressionsphase (Luftzusammenpressung) und einer Expansionsphase (Luftausdehnung) bestehen.
- Bei der klassischen Resonanzsauganlage wird die Luft vor dem Brennraum in ihrer Kompressionsphase genutzt, um die Zylinder mit möglichst viel Luft für viel Leistung zu füllen. Beim Komprimieren der Luft erhitzt diese sich allerdings, was dazu führt, dass das Kraftstoff-Luft-Gemisch nicht leistungs- und verbrauchsoptimiert gezündet werden kann.
- Bei der Expansionssauganlage wird die Luft vor dem Brennraum in ihrer Expansionsphase genutzt, wobei allerdings weniger Luft in die Zylinder gelangt. Da sich Luft beim Expandieren abkühlt, kann das nun kühlere Kraftstoff-Luft-Gemisch leistungsoptimal gezündet werden. Der Nachteil der Expansionssauganlage, dass weniger Luft in die Zylinder gelangt, wird durch einen leicht erhöhten Ladedruck der Turbolader aufgehoben. Ebenso wird die Erwärmung der Luft durch den höheren Ladedruck durch optimierte Ladeluftkühler ausgeglichen.